# 2432 Soomana
A 2432 Soomana (ideiglenes jelöléssel 1981 FA) a Naprendszer kisbolygóövében található aszteroida. Edward L. G. Bowell fedezte fel 1981. március 30-án.